# 折本町
折本町（おりもとちょう）は、神奈川県横浜市都筑区にある地名。丁番を持たない単独町名である。住居表示未実施区域。

## 地理
東は大熊町、西は東方町、南は川向町、北は仲町台及び桜並木と接する。近隣の川向町に第三京浜道路港北インターチェンジが存在し、町内には神奈川県道・東京都道140号川崎町田線（緑産業道路）、新横浜元石川線と第三京浜道路が通っている。川向町との境を用水路江川が、また北部を鶴見川支流の大熊川が流れている。

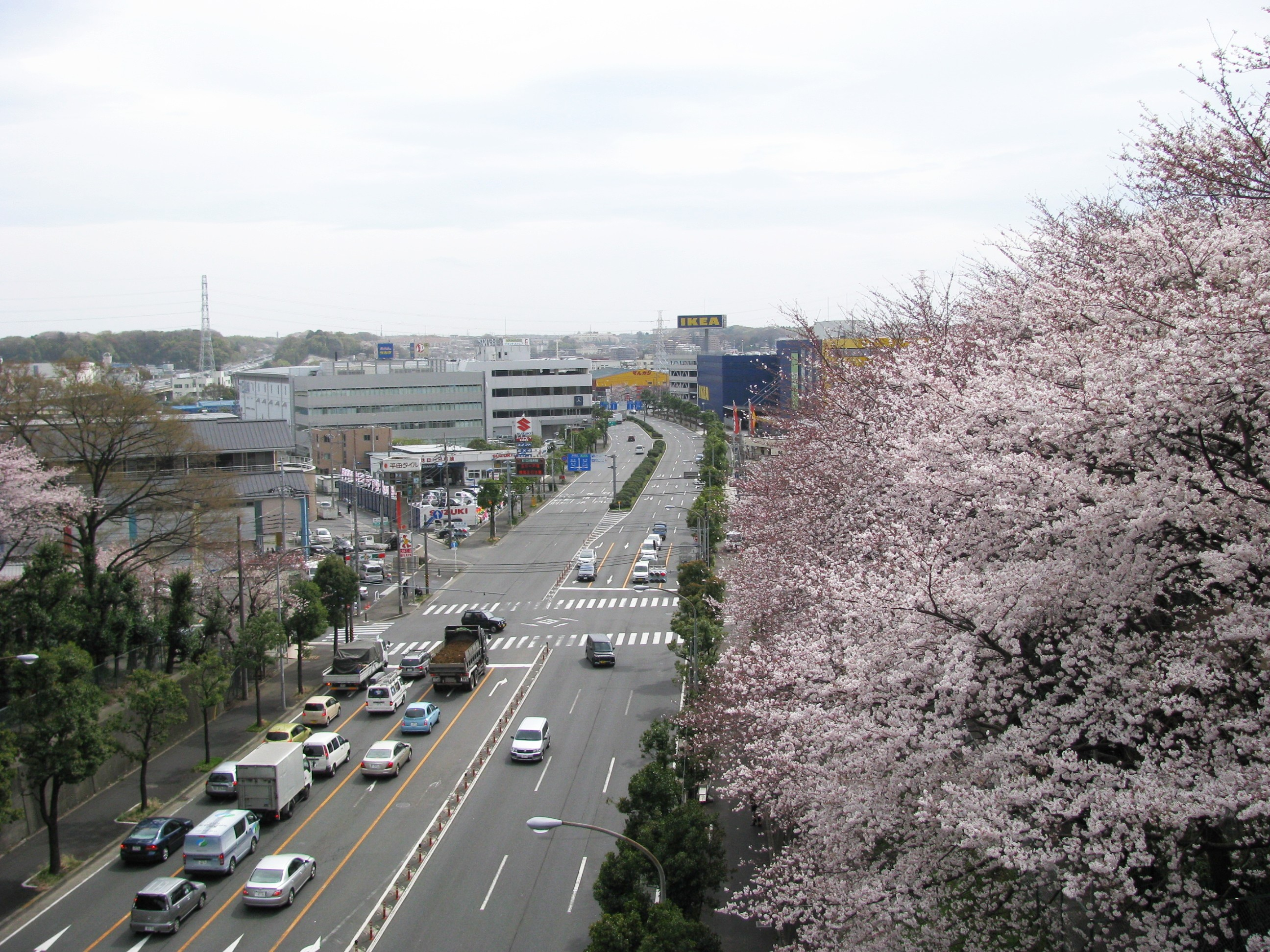
新横浜元石川線上の陸橋から

### 字
西耕地、東耕地、南耕地、東原、西原、観音下、屋敷前、新田、蛇谷、新宮台、中堀

### 地価
住宅地の地価は、2023年（令和6年）7月1日の神奈川県地価調査によれば、折本町字中堀1800番4の地点で15万8000円/m²となっている。

## 歴史
1939年（昭和14年）の横浜市編入の際、都筑郡川和町大字折本から新設した町。
元は「綴本」と書いたが、いつの頃からか「折本」と書くようになったといわれている。地名研究で「オリモト」は「崖地の下」を意味するといわれている。
古くは都筑郡折本村といい、1889年（明治22年）の市町村制施行の際、池ノ辺村、東方村、川向村、佐江戸村、川和村、大熊村、本郷村飛地と合併し都田村大字折本となる。1935年（昭和10年）9月30日に町制施行し、川和町大字折本と改称した。
1939年（昭和14年）の横浜市編入の際、都筑郡川和町大字折本から新設した町。
元は「綴本」と書いたが、いつの頃からか「折本」と書くようになったといわれている。地名研究で「オリモト」は「崖地の下」を意味するといわれている。
古くは都筑郡折本村といい、1889年（明治22年）の市町村制施行の際、池ノ辺村、東方村、川向村、佐江戸村、川和村、大熊村、本郷村飛地と合併し都田村大字折本となる。1935年（昭和10年）9月30日に町制施行し、川和町大字折本と改称した。
1939年（昭和14年）4月1日、川和町が横浜市に編入され同日設置された港北区に属し、横浜市港北区折本町となる。1947年（昭和22年）3月12日、耕地整理に伴い東方町、大熊町の一部を編入する。1948年（昭和23年）12月1日、耕地整理に伴い、一部を大熊町に編入する。1969年（昭和44年）10月1日、行政区再編により新設された緑区に編入される。1988年（昭和63年）12月24日、土地改良事業に伴い東方町との境界を変更する。
1989年（平成元年）2月27日、緑区港北ニュータウン昭和63年度地区の住居表示の実施に伴い、一部を桜並木、仲町台四丁目に編入する。1990年（平成2年）7月9日、緑区港北ニュータウン平成2年度地区の住居表示の実施に伴い、一部を仲町台五丁目に編入する。1995年（平成6年）11月6日、行政区再編により新設された都筑区に編入される。

## 世帯数と人口
2025年（令和7年）6月30日現在（横浜市発表）の世帯数と人口は以下の通りである。
| 町丁   | 世帯数  | 人口    |
| ------ | ------- | ------- |
| 折本町 | 793世帯 | 1,690人 |

### 人口の変遷
国勢調査による人口の推移。
| 年                 | 人口  |
| ------------------ | ----- |
| 1995年（平成7年）  | 1,470 |
| 2000年（平成12年） | 1,549 |
| 2005年（平成17年） | 1,694 |
| 2010年（平成22年） | 1,807 |
| 2015年（平成27年） | 1,730 |
| 2020年（令和2年）  | 1,731 |

### 世帯数の変遷
国勢調査による世帯数の推移。
| 年                 | 世帯数 |
| ------------------ | ------ |
| 1995年（平成7年）  | 464    |
| 2000年（平成12年） | 540    |
| 2005年（平成17年） | 593    |
| 2010年（平成22年） | 605    |
| 2015年（平成27年） | 621    |
| 2020年（令和2年）  | 663    |

## 学区
市立小・中学校に通う場合、学区は以下の通りとなる（2024年11月時点）。
| 番地 | 小学校             | 中学校             |
| ---- | ------------------ | ------------------ |
| 全域 | 横浜市立折本小学校 | 横浜市立都田中学校 |

## 事業所
2021年（令和3年）現在の経済センサス調査による事業所数と従業員数は以下の通りである。
| 町丁   | 事業所数  | 従業員数 |
| ------ | --------- | -------- |
| 折本町 | 215事業所 | 3,216人  |

### 事業者数の変遷
経済センサスによる事業所数の推移。
| 年                 | 事業者数 |
| ------------------ | -------- |
| 2016年（平成28年） | 195      |
| 2021年（令和3年）  | 215      |

### 従業員数の変遷
経済センサスによる従業員数の推移。
| 年                 | 従業員数 |
| ------------------ | -------- |
| 2016年（平成28年） | 2,935    |
| 2021年（令和3年）  | 3,216    |

## 施設
- 横浜市立折本小学校
- 都筑警察署 折本交番
- 淡島社
- 真照寺
- IKEA港北店
- ツカサ港北インター店・港北の湯
- 折本農業専用地区

## その他

### 日本郵便
- 郵便番号 : 224-0043[3]（集配局：都筑郵便局[22]）

### 警察
町内の警察の管轄区域は以下の通りである。
| 番・番地等 | 警察署     | 交番・駐在所 |
| ---------- | ---------- | ------------ |
| 全域       | 都筑警察署 | 折本交番     |